# إيريك هورنونغ
إيريك هورنونغ (بالإنجليزية: Erik Hornung)‏ (و. 1933 – م) هو عالم مصريات، وعالم آثار، وبروفيسور (أستاذ جامعي) من سويسرا . ولد في ريغا .

## مناصب وهيئات
أدار جامعة بازل.